# 더 서클 (2017년 영화)
《더 서클》(영어: The Circle)은 2017년 4월 28일에 개봉한 미국의 SF 드라마 영화이다. 데이브 에거스의 2013년작 동명 소설에 기반하여 제임스 폰설트가 직접 각색하여 연출하였고, 톰 행크스, 에마 왓슨, 존 보예가, 캐런 길런 등이 출연한다.

## 줄거리
메이가 다니게 된 소셜 미디어 회사 더 서클(The Circle)의 CEO 에이먼은 전세계에 소형 카메라들을 배치해 실시간 고화질 영상을 제공하는 시체인지(SeeChange)를 소개한다. 메이는 회사의 사상에 심취해간다.
한편 메이는 친구 머서가 사슴 뿔로 만든 샹들리에 사진을 자신의 서클 계정에 공유하는데, 사람들이 머서를 사슴 살해자라고 비난하기 시작한다. 스트레스를 받은 메이는 밤에 카약을 타다가 전복되지만 시체인지 덕분에 해안경비대에게 구조된다. 이를 계기로 메이는 몸에 카메라를 부착하고 24시간 생활을 투명하게 공개하는 첫 서클러(Circler)가 되고 이로 인해 주변인들과 멀어진다.
메이는 누구든 20분 내에 찾아내는 기능을 이용해 은둔 중인 머서를 찾아내자는 COO 톰의 제안을 마지못해 받아들인다. 추적을 피하던 머서는 다리 밑으로 추락해 사망한다.
메이는 개발자 타이의 도움을 받아 CEO 에이먼과 COO 톰의 이메일 계정을 확보한다. 누구도 예외가 되어서는 안 되므로 이 역시 투명하게 공개하겠다고 메이가 회사 발표회에서 공개 선언하자 회사에서 전기를 끊어버린다. 그러자 관객들이 휴대폰으로 메이를 비춰 불을 밝힌다.
메이는 다시 홀로 카약을 타러 간다. 이번엔 메이를 쫓는 드론 카메라가 주변에 보이지 않는다.

## 출연진
- 에마 왓슨 - 메이 홀랜드
- 톰 행크스 - 에이먼 베일리
- 존 보예가 - 타이 러피트
- 캐런 길런 - 애니 앨러턴
- 엘라 콜트레인 - 머서 레갈라도
- 패튼 오즈월트 - 톰 스텐턴
- 빌 팩스턴 - 비니 홀랜드
- 글렌 헤들리 - 보니 홀랜드
- 네이트 코드리 - 댄
- 마머두 아체이 - 재러드
- 지미 웡 - 미치
- 엘런 웡 - 레나타
- 스미스 조 - 지나
- 푸르나 자가나탄 - 제시카 비얄로보스 박사
- 주디 레예스 - 산토스 의원
- 이브 고든 - 윌리엄슨 상원의원
- 벡 - 본인
- 엘비 요스트 - 사빈
- 켈리 바크스데일 - 어린 여자
- 니컬라 버트럼 - 피오나 하이브리지